# EMOE
EMOE（エモエ）は、日本の女性アイドルグループ。東京を中心にライブ活動を行う。

## 概要
女性アイドルグループ「#いちごのヘタですっころ部」（2018年3月28日 - 8月16日）のメンバーであったさくらが、同グループで活動していたへちを誘って結成。楽曲制作・プロデュースは池田翔太。
「ボーカル、ラップ、ダンス」から構成される新感覚のスタイルで、「楽曲派」とされる叙情的な楽曲とパフォーマンス、それと対照的なゆるいMCによる「エモ×萌え」の化学反応をコンセプトとする。
2022年9月18日に第1期活動終了とし、2022年11月1日より第2期活動開始。
主催ライブの「カガクハンノウ」は開催時に雨天のことが多く、メンバーも自覚している。

## 略歴

### 2018年
8月18日、EMOE名義として初のライブ出演（さくらソロ）。9月12日に新メンバー・へちを発表、9月16日2人での初ライブ（公式にはこの日をデビュー日としている）。
12月27日、『南波一海のアイドル三十六房』年忘れ!R-グランプリ 2018」（タワレコTV）にて、 南波一海が選ぶ2018年のベストCD-Rの第2位に「レラリンルンリンラン」がランクイン。また、南波から楽曲を紹介された小出祐介（Base Ball Bear）も絶賛。

### 2019年
3月11日放送、『アフター6ジャンクション』（TBSラジオ）で吉田豪が宇多丸（RHYMESTER）に「まだ宇多丸さんに届いてなさそうな最新アイドル楽曲」として紹介している。
3月30日放送、『ヒャダインの"ガルポプ!"』（NHK-FM）最終回で同曲に加えて「To Be Free」の2曲が紹介された。
5月、ミスiD2020に応募、後にファイナリストまで選出される。
8月2日、「To Be Free」のMV（制作:玉田しんせつ）を発表。
8月6日、「レラリンルンリンラン」のMV(制作:Koji Okamoto)を発表。
8月17日、「Vicim」のMV制作に向けたクラウドファンディングを開始。
10月3日、新衣装をお披露目。
11月23日、ミスiDフェス2020-卒業式-」にて、2人揃って「ネクストレベルアイドル賞」を受賞。
11月29日、吉田豪がTwitterにて「ディズニー童貞喪失記念日。」と投稿し、EMOEと初めてディズニーに行ったことを報告。吉田豪に「見損なった」「がっかり」などの批判的な声が集まり炎上するが、EMOEには良くも悪くもほとんど影響はなかった。
12月10日、「ミスiD後夜祭」にて未使用のチェキフィルムが盗まれる事件が発生。
12月26日、「To Be Free」が三十六房 2019年 R-グランプリを受賞。
12月27日 、Spotifyプレイリスト「Best of 2019 アイドルポップ：ジャパン」に追加される。

### 2020年
3月29日配信、トレンド超予測（グノシー公式YouTubeチャンネル）の「今のうちに推しを見つけろ！ブレイク必至 激アツ地下アイドル」にてゲスト出演。
5月6日、無観客配信ライブ「吉田豪×南波一海の"このアイドルが見たい"特別編～EMOE《無観客/全曲披露》ワンマン～」を開催する。新曲「総武線に花束を」を初披露。
6月10日、『矢口真里の火曜The NIGHT』（AbemaTV）の放送中に新メンバー募集を告知。同時に公式ページにて募集を開始した。
7月1日、1stアルバム『Negative』制作に向けたクラウドファンディングを開始。目標に対して316％を達成。
9月9日、EMOE公式Twitterにて新メンバーみやち、るあの発表。
9月16日、「EMOE2周年記念ライブ～新メンバーお披露目!!～」にて新メンバーみやち、るあのお披露目ライブを開催。第1部はさくらとへちの2人でライブを行い、第2部は新メンバーを入れた4人でライブを実施。第3部目はトークゲストの吉田豪、南波一海を入れてのトークパートを行った。
9月29日、へちが体調不良により10月13日のライブをもって無期限休養となることを発表。さくら、みやち、るあの3人体制で活動を継続。ボーカルは、みやちとるあのユニゾンでのパフォーマンスとなった。

### 2021年
2月5日、るあが1月31日付けで卒業したことを発表した。さくら、みやちの2人体制で活動を継続。
5月15日、無期限休養で活動休止していたへちが復帰。さくら、へち、みやちの3人体制となる。
6月30日、みやちが無期限活動休止となることを発表。さくら、へちの2人体制で活動を継続。
7月10日、主催イベント「カガクハンノウVol.15」にて新衣装のお披露目。

### 2022年
2月4日、へちが再度ライブ活動無期限休止となることを発表。以降のEMOEのライブでは「さくら（EMOE）」名義で、さくらが"踊ってみた"のパフォーマンスで活動を継続。
6月1日、現体制の終了を発表。また、同時に新メンバーオーディション開催の告知。
9月18日、「カガクハンノウVol.27」を以て全メンバー脱退および現体制終了。同日に新メンバー4名の発表。
11月1日、「カガクハンノウVol.28」にて新メンバーお披露目ライブ開催。

### 2023年
3月15日、2月より家庭の事情で体調を崩していたあいの活動終了を発表。
3月17日、新メンバーとしてまこの加入を発表。4月30日にお披露目予定。
3月31日、年明けより体調不良で活動休止していたれんの活動終了を発表。
4月13日、以前より卒業の相談をしていたえりなが活動継続困難となり、活動終了を発表。
12月9日、主催ライブにて三年ぶりに新曲の「ヨロイカブト」を披露。また、約一年半ぶりに「総武線に花束を」を披露した。原曲の「ニコニコしてるへちゃん見ると」の歌詞は差し替えられている。

### 2024年
4月1日、ゆんが7月13日をもって卒業することを発表。
EMOE結成6周年となる2024年9月16日から、へちが「新加入」、さくらが「正規メンバー復帰」し、3名での新体制となる。

## メンバー
| 名前   | 誕生日                 | 担当             | 出身地 | 身長  | 学生時代の部活     | 好きなキャラクター     | 好きな食べ物                 | 備考 |
| ------ | ---------------------- | ---------------- | ------ | ----- | ------------------ | ---------------------- | ---------------------------- | --- |
| さくら | 1998年11月18日（26歳） | ラップ&ダンス    | 東京都 | 155cm | 卓球部、ダンス部   | リトルツインスターズ   | ピーマン、きゅうり、白米     | オリジナルメンバー。元#いちごのヘタですっころ部。 第1期ではマネージャーと兼業、第2期でのサポートメンバーを経て、2024年9月16日に正規メンバー復帰。 ミスiD2020 ネクストレベルアイドル賞 漢字表記は伊藤咲華。 |
| へち   | 1999年12月6日（25歳）  | ボーカル＆ダンス | 長野県 | 153cm | 帰宅部             | プリキャラのマイキャラ | 好きな焼き鳥の部位：ささみ   | オリジナルメンバー。元#いちごのヘタですっころ部「こねぎ」として活動。 体調不良により2022年に活動休止および脱退、2024年9月16日に再加入。 2019年にミスiD2020 ネクストレベルアイドル賞を受賞。                |
| まこ   | 2001年12月17日（23歳） | ボーカル&ダンス  | 山形県 | 153cm | 吹奏楽、チアダンス | -                      | 好きなおにぎりの具：鮭、昆布 | 2023年4月30日加入 |

### 元メンバー
| 名前   | 誕生日                | 担当             | 出身地                 | 身長   | 学生時代の部活         | 好きなキャラクター | 好きな食べ物                                              | 備考 |
| 第１期 | 第１期                | 第１期           | 第１期                 | 第１期 | 第１期                 | 第１期             | 第１期                                                    | 第１期 |
| ------ | --------------------- | ---------------- | ---------------------- | ------ | ---------------------- | ------------------ | --------------------------------------------------------- | --- |
| みやち | 1998年6月2日（27歳）  | ボーカル＆ダンス | 北海道生まれ東京都育ち | 156cm  | 軽音楽部               | しろたん           | カレー、サッポロ一番の塩ラーメン 好きな焼き鳥の部位：砂肝 | 2020年9月9日加入。 EMOE加入前は、あっとほぉーむカフェで給仕していた（2020年9月5日卒業）。 「ラーメン二郎は好きだが趣味であって、好きな食べ物ではない」と言及している。 脱退後、2022年10月よりねおちのメンバーとして活動。 |
| るあ   | 2002年7月10日（23歳） | ボーカル＆ダンス | 東京都                 | 156cm  | バスケ部、吹奏楽部     |                    | オムライス 好きな焼き鳥の部位：もも                       | 2020年9月9日加入。 2021年1月31日、コロナ禍の感染症に対する不安および受験・学業優先のため卒業。 |
| 第2期  |                       |                  |                        |        |                        |                    |                                                           | |
| れん   | 2002年7月29日（23歳） | ラップ＆ダンス   |                        | 159cm  | 美術部・華道部         | クロミ             | 動物性タンパク質                                          | 2022年9月18日加入。 2023年3月31日、体調不良のため卒業。 |
| あい   | 2001年3月16日（24歳） | ボーカル＆ダンス |                        | 163cm  | ソフトテニス部・演劇部 |                    | AQUOの緑、生でおいしいすけそうだらちくわ、ぷっちょ        | 2022年9月18日加入。 2023年3月31日、体調不良のため卒業。 |
| えりな | 1999年1月3日（26歳）  | ボーカル＆ダンス |                        | 157cm  |                        | ディオ、力石徹     | うなぎ、グリーンカレー                                    | 2022年9月18日加入。 2023年4月12日、体調不良のため卒業。「早宮永璃」菜名義で舞台俳優としても活動。 |
| ゆん   | 2002年7月5日（23歳）  | ボーカル＆ダンス |                        | 159cm  | バドミントン部         | コリラックマ       | 焼き鳥、パピコ                                            | 2022年9月18日加入。 2024年7月13日卒業。 |

## 作品

### 配信&CD-R
- 「レラリンルンリンラン」（2018年11月23日）
- 「To Be Free」（2019年1月25日）
- 「燃える夜」（2019年3月7日）
- 「Scar」（2019年5月25日）
- 「予防接種のすゝめ」（配信2019年6月29日、CD-R7月14日）
- 「Victim」（配信2019年7月5日、CD-R7月17日）
- 「季節を背に」（配信2019年10月10日、CD-R10月17日）

### アルバム
- 『Negative』（販売2020年9月8日、配信2020年9月16日）

## ライブ・イベント

### 主催ライブ
| 公演日         | 公演名                                                             | 会場               | ゲスト                                                                              | 天気  |
| 第1期          | 第1期                                                              | 第1期              | 第1期                                                                               | 第1期 |
| -------------- | ------------------------------------------------------------------ | ------------------ | ----------------------------------------------------------------------------------- | ----- |
| 2019年8月15日  | カガクハンノウVol.1                                                | SOUND STAGE MIFA   | ポポロコネクト、るなっち☆ほし、ハローニューランド、武井麻里子、南波一海（トークMC） | 曇    |
| 2019年9月16日  | カガクハンノウVol.2 〜EMOE1周年記念ライブ〜                        | LOFT HEAVEN        | SUMMER ROCKET、エレファンク庭、ゆいざらす、南波一海（トークMC）                     | 雨    |
| 2019年10月17日 | カガクハンノウVol.3                                                | 新宿motion         | ゆいざらす、I to U SCREAMing、RAY、吉田豪（トークMC）                               | 雨    |
| 2019年11月18日 | カガクハンノウVol.4 〜さくらてゃん21歳になります〜                 | 池袋オペラハウス   | 喜喜（ダブルハピネス）、白羽、SAKA-SAMA、南波一海（トークMC）                       | 雨    |
| 2019年12月6日  | カガクハンノウVol.5 ~へち成人の巻~                                 | 池袋オペラハウス   | スコール、ポポロコネクト、南波一海（トークMC）                                      | 曇    |
| 2020年1月28日  | カガクハンノウVol.6                                                | LOFT HEAVEN        | 彼女のサーブ＆レシーブ、カメトレ、Lion net girl、南波一海（トークMC）               | 雨    |
| 2020年2月25日  | カガクハンノウVol.7                                                | LOFT HEAVEN        | HAMIDASYSTEM、ピューパ!!、毒島大蛇、南波一海（トークMC）                            | 曇    |
| 2020年3月25日  | カガクハンノウVol.8                                                | LOFT HEAVEN        | ピューパ!!、夢幻クレッシェンド、南波一海（トークMC）                                | 晴    |
| 2020年9月16日  | EMOE2周年記念ライブ～新メンバーお披露目!!～                        | 下北沢FlowersLOFT  | トークゲスト：吉田豪、南波一海 ※新メンバー「みやち、るあ」のお披露目。              | 曇    |
| 2020年11月18日 | 【- さくらの生まれた日 -】                                         | 下北沢Flowers Loft | ピューパ!!、RAY                                                                     | 曇    |
| 2021年1月11日  | カガクハンノウVol.9                                                | 西永福JAM          | LiLii Kaona、白羽、ユレルランドスケープ、南波一海（トークMC）                       | 曇    |
| 2021年2月14日  | カガクハンノウVol.10                                               | 西永福JAM          | CUBΣLIC、終わらないで、夜、谷さん（トークMC）                                       | 晴    |
| 2021年3月3日   | カガクハンノウVol.10.5                                             | ー（配信限定）     | ピューパ!!、谷さん（トークMC）                                                      | 晴    |
| 2021年3月13日  | カガクハンノウVol.11                                               | 西永福JAM          | リリスリバース、cana÷biss、南波一海（トークMC）                                     | 雨    |
| 2021年4月11日  | カガクハンノウVol.12                                               | 西永福JAM          | 会心ノ一撃、始発待ちアンダーグラウンド、谷さん（トークMC）                          | 晴    |
| 2021年5月15日  | カガクハンノウVol.13                                               | 西永福JAM          | ピューパ!!、透明写真、南波一海（トークMC）                                          | 曇    |
| 2021年6月2日   | カガクハンノウVol.14〜誕生日おめでとうみやち〜                     | 新宿MARZ           | ユレルランドスケープ、電影と少年CQ、怠田ユニ（DJ）南波一海（トークMC）              | 曇    |
| 2021年7月10日  | カガクハンノウVol.15                                               | 西永福JAM          | Lion net girl、ラストクエスチョン、谷さん（トークMC）                               | 曇    |
| 2021年7月28日  | カガクハンノウVol.16                                               | 西永福JAM          | tipToe.、美味しい曖昧、南波一海（トークMC）                                         | 雨    |
| 2021年9月15日  | カガクハンノウVol.17                                               | LOFT HEAVEN        | 南波一海（トークMC）                                                                | 晴    |
| 2021年9月16日  | カガクハンノウVol.18                                               | 新宿MARZ           | ピューパ!!、yumegiwa last girl                                                      | 晴    |
| 2021年10月11日 | カガクハンノウVol.19                                               | 新宿LOFT           | 寿々木ここね、グデイ、NELN、南波一海（トークMC）                                    | 晴    |
| 2021年11月18日 | カガクハンノウVol.20〜青く光る一瞬の煌めきを〜                     | 新宿MARZ           | innes、IDOLATER、花咲なつみ、南波一海（トークMC）                                   | 晴    |
| 2021年12月6日  | カガクハンノウvol.21〜映画のような夢をみました、主人公は僕だった〜 | 新宿MARZ           | ピューパ!!、透明写真、桐原ユリ(コラボ出演)、南波一海（トークMC）                    | 曇    |
| 2022年3月31日  | カガクハンノウVol.22                                               | 新宿MARZ           | 会心ノ一撃、花咲なつみ、NELN                                                        | 曇    |
| 2022年4月24日  | カガクハンノウVol.23                                               | 渋谷O-Crest        | yumegiwa last girl、89-ハチキュウ-、谷さん（トークMC）                              | 雨    |
| 2022年6月11日  | カガクハンノウVol.24                                               | 西永福JAM          | IDOLATER、EVERYTHING IS WONDER、南波一海（トークMC）                                | 曇    |
| 2022年7月10日  | カガクハンノウVol.25                                               | 西永福JAM          | Peach Sugar Story、リリスリバース、pageONE                                          | 雨    |
| 2022年8月20日  | カガクハンノウVol.26                                               | 西永福JAM          | 一瞬しかない、ポエトリープ、SUMMER ROCKET                                           | 雨    |
| 2022年9月18日  | カガクハンノウVol.27                                               | 新宿MARZ           | ピューパ!!、I to U $CREAMing!!、会心ノ一撃、Lion net girl                           | 雨    |
| 第2期          |                                                                    |                    |                                                                                     |       |
| 2022年11月1日  | カガクハンノウvol.28〜シンタイセイオヒロメ‼︎〜                      | Shibuya eggman     | ポエトリープ、89-ハチキュウ-、ピューパ‼︎ ※新体制のお披露目                           | 雨    |
| 2022年12月5日  | カガクハンノウvol.29〜新メンバーのことをもっと知ろうの会〜         | 渋谷LOFT HEAVEN    | 南波一海（トークMC）                                                                | 雨    |
| 2023年4月30日  | カガクハンノウvol.30                                               | 西永福JAM          | マニマニ、透明写真、NUANCE ※新メンバー「まこ」のお披露目                            | 雨    |
| 2023年5月8日   | カガクハンノウVol.30.5 ～まこちゃんいらっしゃーい～                | 西永福JAM          |                                                                                     | 曇    |
| 2023年7月17日  | カガクハンノウVol.31 ～ゆんちゃん誕生日おめでとう～                | 西永福JAM          | 会心ノ一撃、マニマニ                                                                | 晴    |
| 2023年12月9日  | カガクハンノウVol.32 ～ゆん加入１周年＆まこっ加入半年おめでとう～  | 西永福JAM          | セカイシティ、谷さん（トークMC）                                                    | 晴    |
| 2024年1月8日   | カガクハンノウVol.33 ~まこ誕生日おめでとう~                        | 西永福JAM          | THE ORGANICS、アポカリナノ！                                                        | 晴    |
| 2024年4月29日  | カガクハンノウVol.34 ~EMOE現体制１周年~                            | 西永福JAM          | 透明写真、オモテカホ                                                                |       |

### 主催イベント
- こっち向いて vol1（2019年10月25日、ROCK CAFE LOFT）ゲスト：藤村ぽぷら
- EMOEちゃん、働く！vol.1（2022年6月26日、Cafe&Bar Palette）
- EMOEを送る会（2022年9月24日、Cafe&Bar Palette）
- 北海道ボウリングオフ会（2023年5月27日、札幌市内某所）
- EMOEちゃん、働く！vol.2（2023年7月2日、Event Bar Pulyum）
- EMOEとオフ会～大阪編～（2023年7月29日、心斎橋某所）
- EMOEちゃん、働く！vol.3（2023年11月18日、Event Cafe Plink）
- EMOEちゃん、働く！vol.4（2023年12月24日、Cafe&Bar Palette）
- 居酒屋EMOEちゃんvol.1〜ゆんまこカレー編〜（2024年3月3日、シェアキッチンはぴ吉）
- 居酒屋EMOEちゃんvol.2~無限たこやき編~（2024年4月14日、シェアキッチンはぴ吉）
- 居酒屋EMOEちゃんvol.3~中華…なのか？！編~（2024年5月18日、fika新宿御苑）

## 出演

### WEB番組
- 南波一海のアイドル三十六房（2019年3月7日、タワレコTV）
- トレンド超予測（2020年5月31日、グノシー公式YouTubeチャンネル）
- 矢口真里の火曜The NIGHT（2020年6月10日、9月30日、AbemaTV）[33]6月はへち、さくら。9月はさくら、みやち。